# Ариперт I
Арипе́рт I (лат. Aripertus; умер в 661) — герцог Асти (616—653) и король лангобардов (653—661).

## Биография
Ариперт был сыном герцога Асти Гундоальда, брата лангобардской королевы Теоделинды. Представитель баварской династии. До своего восшествия на престол был правителем герцогства Асти, которое унаследовал после смерти своего отца.
Стал правителем лангобардов после смерти короля Родоальда. Ариперт I — первый король лангобардов, который поддерживал католицизм. В годы его правления Лангобардское королевство практически не воевало. Ариперт I строил много церквей, в частности возвёл церковь Спасителя в Павии. Предпочтя жизнь отшельника престолу, он покинул королевство в состоянии покоя, прося дворян избрать королями совместно двух его сыновей, Бертари и Годеперта, что те и сделали.